# Unione montana Alta valle del Metauro
De Unione montana Alta valle del Metauro is een samenwerkingsverband tussen zeven gemeenten in de Italiaanse provincie Pesaro-Urbino, met zijn hoofdzetel in Urbino. Deze unione montana ("bergunie") is actief sinds 1 januari 2015, toen ze de Comunità montana Alto e medio Metauro verving, die op 31 december 2014 opgeheven was ten gevolge van de regionale wet n° 35 van 2013.

## Gemeentes
Het samenwerkingsverband bestaat uit de volgende gemeentes:
- Borgo Pace
- Fermignano
- Mercatello sul Metauro
- Peglio
- Sant'Angelo in Vado
- Urbania
- Urbino

Twee andere gemeentes zijn geassocieerd met deze unione montana:
- Montecalvo in Foglia
- Petriano

De grootste gemeente is Sassocorvaro, met 15.627 inwoners; de kleinste is Borgo Pace, dat 655 inwoners heeft (gegevens van 31 december 2010).